# Соломон (Салаж)
Соломон (рум. Solomon) насеље је у Румунији у округу Салаж у општини Гарбоу. Oпштина се налази на надморској висини од 305 m.

## Становништво
Према подацима из 2002. године у насељу је живело 427 становника, од којих су сви румунске националности.